# 花無缺
花無缺是古龍小說《絕代雙驕》的另一男主角。自幼於繡玉谷移花宮長大，被培養成一個完美無缺的人。奉師命出谷追殺江小魚，因而涉足武林，以移花宮之獨門武功「移花接玉」名動江湖。旅途中偶遇鐵戰之女鐵心蘭，她的溫婉美麗無形中牽引了花無缺的心，然而鐵心蘭卻心嚮小魚兒，使他欲愛不果。

## 人物簡介
江楓與花月奴之子。在移花宮悉心栽培下，花無缺長成了一個豐神俊朗，謙和有禮的翩翩君子。因身份氣度超凡，以致即便待人和氣謙遜，仍不自覺讓人產生高高在上的距離感，也因從小受著移花宮冷峻的教育影響，養成性情內斂含蓄，以致外表看起來如木頭人一般，缺乏普通人平常的情感。
憑藉一 移花接玉 ，在峨眉山上的假藏寶圖事件中初露頭角，成為江湖中一顆冉冉升起的少年新星  ，其後也因在江南智鬥慕容世家姐妹而再度大放異彩 ，後期在老鼠洞中依靠超前學識推斷出小魚兒逃生方式的一席話更讓旁聽眾人嘆為觀止，其武功和智慧獲江湖中人一致肯定。
雖奉師命追殺小魚兒，仍在與他接觸的過程中與他惺惺相惜，並約定做三個月好友。雖深愛鐵心蘭，但為成全好友與心上人，仍決定認她做妹妹退出感情角逐，以此抑制自己的情感。然而他明知感情無果，仍在白虎居中為救鐵心蘭義無反顧催發體內致命笑針並為顧及其感受，忍痛離去，徹底撼動了她的心。最終令她在決戰前夜主動跟他表白，花無缺被其勇氣折服，承認彼此已超兄妹之情，兩人愛情開花結果。

## 電視演員
曾經飾演花無缺的演員：

### 劇集
- 江明：台灣版《絕代雙驕》(1978年)
- 石修：香港版《絕代雙驕》(1979年)
- 黃香蓮：《新絕代雙驕》(1986年)
- 吳岱融：香港版《絕代雙驕》(1988年)
- 蘇有朋：台灣版《絕代雙驕》(1999年)
- 謝霆鋒：《小魚兒與花無缺》(2005年)
- 胡一天：《絕代雙驕》(2020年)

### 電影
- 伍衛國：《絕代雙驕》（香港1979年）
- 林青霞：《正宗絕代雙驕》(1992年)

## 相關人物
- 江小魚
- 鐵心蘭
- 蘇櫻